# Colle del Gigante
Il Colle del Gigante (in francese, Col du Géant) è uno dei colli più alti d'Europa (3.370 m s.l.m.), e si trova sulla linea di frontiera tra l'Italia e la Francia.

## Caratteristiche
Dal punto di vista orografico divide in due il massiccio del Monte Bianco. Dal versante francese inizia il ghiacciaio del Gigante, ghiacciaio che alimenta la Mer de Glace.
Era sede di una scuola di sci ideata nel dopo-guerra da Gigi Panei e di uno skilift per lo sci estivo poi chiuso nel 1994 per problemi geofisici relativi ai continui spostamenti del ghiacciaio e quindi economici.
Nei pressi del colle si trova il rifugio Torino dove arrivava la Funivia dei Ghiacciai proveniente da La Palud, per proseguire per Punta Helbronner.